# Launchy
Launchy è un lanciatore di applicazioni gratuito open source per Windows e, dalla versione 2.1.1, per Linux. Indicizza i collegamenti del menu di avvio ed i file in specifiche cartelle per permettere un accesso più veloce ai programmi senza aprire il menu di avvio stesso, o navigare alle relative cartelle.

## Utilizzo del programma
Lauchy viene caricato automaticamente all'avvio a rimane in attesa che l'utente lo richiami premendo Atl + Spazio, o una scorciatoie da tastiera personalizzata dall'utente. L'utente può quindi iniziare a digitare il nome del programma o del file che vuole eseguire. Launchy cerca automaticamente nella sua lista di programmi la corrispondenza più prossima man mano che l'utente digita. Quando il programma desiderato viene trovato, l'utente preme invio e questo viene eseguito.
Launchy offre anche la possibilità di aggiungere file e cartelle al suo catalogo per l'indicizzazione, utile per l'esecuzione di praticamente qualunque cosa da un computer, compresi siti internet, musica, video e giochi. Launchy può anche eseguire ricerche con Google, Wikipedia, MSN e Yahoo!, mostrandone i risultati nel browser di default. Può anche eseguire segnalibri se richiesto. Launchy supporta l'aggiunta di plugin che ne aumentano la versatilità.

## Piattaforma
Launchy fu originariamente sviluppato in C# (ver. 0.5) ma i rilasci seguenti (0.6) furono in C++. Le versioni successive (2.0) furono completamente riscritte utilizzando Qt, generando incompatibilità tra queste versioni e vecchie skin e plugin.

## Plugin Inclusi
I seguenti plugin sono inclusi nella versione 2.0

### Controly Plugin (controly.dll)
Indicizza le applicazioni del pannello di controllo: questo plugin ricerca le applicazioni nel pannello di controllo del sistema e le indicizza in Launchy. Il plugin, precedentemente rimosso, è stato reintrodotto con la versione 2.5.

### Weby (weby.dll)
Esegue ricerche sul web: Launchy ad oggi supporta le seguenti chiavi di ricerca: Google, MSN, Yahoo!, live, Weatcher, Amazon, Wikipedia, Dictionary, Thesaurus, IMDB, Netflix e MSDN. È sufficiente digitare una di queste parole chiave, premere Tab, digitare la chiave di ricerca e premere invio.

### Calcy (calcy.dll)
Calcolatrice: digitare un'operazione matematica e Launchy ne visualizzerà il risultato. Gli unici operatori riconosciuti sono +,-,*,/ e le parentesi

## Community Plugins
- Ampy controllo di Winamp, iTunes, or foobar2000.
- gCal Plugin pubblica eventi sul Calendario di Google.
- iTuny controlli di iTunes.
- Killy termina le task identificandole attraverso il nome.
- Launchy# permette di caricare plugin scritti in un linguaggio compatibile .NET.
- MathyResurrected aggiunge ulteriori operazioni matematiche.
- PuTTY Launchy Plugin esegue sessioni salvate PuTTY.
- PyLaunchy permette di caricare plugin scritti in Python.

## Sviluppo dei plugin
Launchy 2 offre una API C++  per lo sviluppo di plugin. I plugin possono essere sviluppati per aggiungere nuovi oggetti al catalogo oltre che semplici collegamenti.
Binding per altri linguaggi di programmazione sono forniti come ulteriori plug in, sviluppati dalla comunità:
- PyLaunchy[7] permette lo sviluppo di plugin scritti in Python.
- Launchy#[8] permette lo sviluppo di plugin scritti in qualunque linguaggio compatibile .NET.

## Bug e problemi
Launchy 2 è noto per i rallentamenti che provoca ai computer a causa dell'aggiornamento del catalogo, che occupa il 100% della CPU ogni 5 - 10 minuti. 

## Premi e riconoscimenti

### 2007
- SourceForge.Net Community Choice Awards, Honorable Mention: Best New Project[9]
- PC World 15 Best Downloads of the Year: Powertools[4]
- CNet Download.Com Top Ten Downloads of the Year[1]

## Vedere anche
- Colibri - un semplice launcher, ispirato dalla stessa idea
- Gnome Do - un application launcher creato per i desktop Gnome